# Live at the Masquerade
Live at the Masquerade es el primer álbum en vivo lanzado por Thousand Foot Krutch. El CD/DVD incluye grabaciones en vivo de muchas de sus canciones como "Puppet", "What Do We Know", "Absolute", "Rawkfist", varias canciones de su álbum anterior Welcome to the Masquerade. Es su primer proyecto en vivo y en directo su primer CD/DVD, grabado por TFK Vivir en el Rexall Place de Edmonton, Canadá, frente a 16.000, ya que la actividad de cierre de la velada de apertura del mayor evento juvenil de Canadá "YC". A medida que la banda no tiene un reproductor oficial de la guitarra, la guitarra fue interpretado por el músico de gira Ty Dietzler.

## Listado de canciones
| N.º | Título                                                                                            | Original studio recording on | Duración |  |
| 1.  | «Welcome to the Masquerade» (Contiene una introducción para la banda y The Invitation extendido.) | Welcome to the Masquerade    | 6:02     |  |
| 2.  | «Bring Me to Life»                                                                                | Welcome to the Masquerade    | 3:39     |  |
| 3.  | «Move»                                                                                            | The Art of Breaking          | 3:09     |  |
| 4.  | «Absolute»                                                                                        | The Art of Breaking          | 3:22     |  |
| 5.  | «The Flame In All of Us»                                                                          | The Flame in All of Us       | 3:25     |  |
| 6.  | «Trevor Talks to Crowd» (Spoken Track)                                                            | —                            | 1:24     |  |
| 7.  | «E for Extinction»                                                                                | Welcome to the Masquerade    | 4:09     |  |
| 8.  | «Scream»                                                                                          | Welcome to the Masquerade    | 3:30     |  |
| 9.  | «What Do We Know»                                                                                 | The Flame in All of Us       | 3:24     |  |
| 10. | «Falls Apart»                                                                                     | The Flame in All of Us       | 3:37     |  |
| 11. | «Rawkfist»                                                                                        | Phenomenon                   | 2:52     |  |
| 12. | «Fire It Up»                                                                                      | Welcome to the Masquerade    | 3:38     |  |
| 13. | «Already Home»                                                                                    | Welcome to the Masquerade    | 4:26     |  |
| 14. | «Puppet»                                                                                          | Set It Off                   | 5:22     |  |

## DVD
El DVD contiene el concierto completo, realizado por TrevorMcNevan, pero la pista hablado antes 'E for Extinction' es más corta, y comienza con The Invitation extendida.

## Personal
- Trevor McNevan - vocalista, guitarrista
- Steve Augustine - baterista
- Joel Bruyere - bajista
- Ty Dietzler - guitarra
- Nick Baumhardt - teclados

- Datos: Q3624586